# Landi Kotal
Landi Kotal is een grensplaats op het hoogste punt (1072 m) van de Khyberpas tussen (Noord-) Pakistan en (Oost-) Afghanistan. Voor de Pathaanse stammen aan beide zijden van de grens vervult de plaats een centrumfunctie met veel handel (en smokkel).

## Historie
Landi Kotal is het meest westelijke gebied in de Khyberpas dat door de Britten in bezit werd genomen als onderdeel van Brits-Indië.